# Nấm hầu thủ
Nấm hầu thủ hay Nấm đầu khỉ (danh pháp hai phần: Hericium erinaceus là một loài nấm ăn được và được sử dụng làm dược liệu thuộc họ Hericiaceae.
Quả thể khi non có màu trắng đến trắng ngà, thịt màu trắng, khi già nấm ngả sang màu vàng đến vàng sậm, các tua nấm chính là lớp bào tầng, dài từ 0,5–3 cm, trên bề mặt tua có các đảm màu trắng mang bào tử đảm hình cầu, giữa bào tử có một giọt nội chất tròn. 
Nấm hầu thủ là loại nấm ôn đới, chỉ trồng được những vùng khí hậu mát mẻ, nhiệt độ thích hợp cho nấm sinh trưởng là 16-20 độ C, nhiệt độ cao nhất có thể trồng là 19-22 độ C. Hiện nay, loại nấm này được trồng nhiều ở Trung Quốc, Nhật Bản, Hàn Quốc.